# Trivago
Trivago là một công cụ siêu tìm kiếm (travel metasearch engine) tập trung vào ngành du lịch khách sạn. Website hiện đang so sánh giá của hơn 730,700 khách sạn từ 200 website đặt phòng khác nhau như Expedia, Booking.com, Hotels.com và Priceline.com. Trụ sở đặt tại Düsseldorf, Đức, website có khoảng 90 triệu lượt truy cập mỗi tháng từ 52 platform quốc tế trên toàn thế giới.

## Lịch sử
trivago GmbH được sáng lập năm 2004 và bắt đầu hoạt động vào năm 2005 bởi 3 nhà đồng sáng lập tại Düsseldorf, Đức: Peter Vinnemeier, Malte Siewert, and Rolf Schrömgens.
Phiên bản của Anh được phát triển năm 2006, Tây Ban Nha và Pháp nối tiếp vào năm 2007. Một năm sau, thị trường Phần Lan và Thụy Điển cũng bắt đầu được khai thác.Công tý nhận được 1.14 triệu USD tại Quỹ Serie B từ công ty của Anh HOWZAT media LLP. Năm 2009, các platfom ngoài châu Âu đầu tiên được đưa vào hoạt động tại Mỹ, Trung Quốc, Nhật Bản, Brazil và Mexico.
Ngày 21 tháng 12 năm 2012, Expedia mua 61.6% cổ phần của trivago trong một thương vụ gồm tiền mặt và cổ phiếu
trị giá 546 triệu Đô la..

## Sản phẩm

### So sánh giá Khách sạn
Quá trình tìm kiếm bắt đầu khi người dùng nhập tên một điểm đến hoặc một địa điểm thắng cảnh nổi tiếng (VD: Đài tưởng niệm, Bảo tàng) cùng với thời gian họ muốn đi du lịch. trivago sẽ tìm cho họ khách sạn lý tưởng với giá tốt hiện có trong khu vực tìm kiếm tại thời gian đã nhập. Kết quả được lọc theo giá, khoảng cách, mức độ phổ biến hoặc thứ hạng của khách sạn. Người dùng cũng có thể chọn lọc kỹ hơn theo: loại phòng,Wifi, Spa... Phần Miêu tả Khách sạn bao gồm các thông tin tổng quan về khách sạn như tiện nghi, dịch vụ, nhận xét và hình ảnh. Từ những thông tin này, người dùng có thể dễ dàng đưa ra quyết định lựa chọn khách sạn phù hợp nhất với mình.
Thông tin so sánh dựa trên nhiều nguồn khác nhau, bao gồm websites của đối tác, nhận xét của người dùng, và bản thân chủ khách sạn. Người dùng thêm nhận xét của mình lên website nhận một phần thù lao nhỏ. Một phần lợi nhuận của công ty được chia cho các thành viên đăng ký

### trivago Hotel Price Index (tHPI)
Chỉ số tHPI được phát hành hàng tháng. Chỉ số dự báo giá trung bình của các khách sạn tại châu Âu, Bắc Mỹ, Nam Mỹ và châu Á. Chỉ số hiển thị giá trung bình qua đêm của 1 phòng đôi tiêu chuẩn..

### trivago Hotel Manager (tHM)
Đây là cổng thông tin dành cho đại diện khách sạn quản lý thông tin của khách sạn mình trên trivago. Trivago Hotel Manager cung cấp công cụ và các thủ thuật giúp chủ khách sạn nâng cao thứ hạng và tần suất xuất hiện trong kết quả tìm kiếm. Hơn thế nữa, chủ khách sạn cũng có thể theo dõi số lượng truy cập/ đặt phòng và cài đặt kênh đặt phòng riêng cho mình.

## Môi trường làm việc
Tại trivago, nhân viên được hưởng chế độ thời gian làm việc không giới hạn và một môi trường hoàn toàn quốc tế (tại trụ ở ở Duesseldorf, các nhân viên đến từ 60 quốc gia khác nhau).